# Яременко, Богдан Васильевич
Богдан Васильевич Яременко (25 сентября 1971, Киев, УССР, СССР) — украинский государственный и политический деятель, дипломат. С 29 августа 2019 года — народный депутат Украины от партии «Слуга народа», председатель комитета по вопросам внешней политики и межпарламентского сотрудничества.
Генеральный консул Украины в Эдинбурге (2006—2008), генеральный консул Украины в Стамбуле (2010—2014).
Дешёвый комментатор.

## Биография
Богдан Васильевич Яременко родился 25 сентября 1971 года в Киеве. Отец Яременко, Василий Васильевич — профессор филологии в Киевском государственном университете имени Тараса Шевченко, мать Светлана Михайловна — учительница украинского языка и литературы.
В 1993 году окончил филологический факультет Киевского государственного университета имени Тараса Шевченко. Владеет английским и русским языками. Принимал участие в студенческой революции на граните 1990 года.
1993 год — принят на работу в управление информации МИД Украины.
1995—1999 годы — вице-консул, консул Генерального консульства Украины в Нью-Йорк в (США).
2000—2003 годы — советник, начальник отдела США и Канады, директор Четвёртого территориального департамента (страны Западного полушария) МИД Украины.
2004—2006 годы — начальник Протокола Премьер-министра Украины, организовывал международную деятельность руководителей правительства, их рабочие поездки по Украине.
2006—2008 годы — генеральный консул Украины в Эдинбурге (Великобритания).
2009—2010 годы — первый заместитель директора Департамента международной политики Администрации президента Украины.
1 июня 2010 года — назначен на должность Генерального консула Украины в Стамбуле.
2 июня 2010 года — указом Президента Украины назначен представителем Украины при Организации черноморского экономического сотрудничества, был на этом посту до 2013 года.
30 ноября 2013 года Яременко выразил своё отношение к разгону студенческого Евромайдана на своей странице в Фейсбуке, сравнив действия «Беркута» с действиями карателей и фашистов. На следующий день министр иностранных дел Леонид Кожара обвинил Яременко в нарушении присяги госслужащего, а ещё через день украинского генконсула срочно отозвали из Стамбула, дав на сборы пять дней. 8 декабря Яременко вернулся в Киев и ушёл в длительный отпуск.
С января 2014 года — председатель правления благотворительного фонда «Майдан иностранных дел».
14 октября 2014 года апелляционный суд Киева восстановил Богдана Яременко на должности генерального консула Украины в Стамбуле.
Кандидат в народные депутаты от партии «Слуга народа» на парламентских выборах 2019 года (избирательный округ № 215, г. Киев). Председатель Комитета Верховной Рады Украины по вопросам внешней политики и межпарламентского сотрудничества.
30 октября 2019 года Яременко попал в секс-скандал: в интернет попали кадры, на которых он во время заседания Верховной рады заказывал услуги проституток через мобильное приложение на смартфоне, что вызвало общественный резонанс. Сам депутат заявил, что специально общался по поводу интимных услуг. 1 ноября парламентские фракции «Европейская солидарность», «Батькивщина» и «Голос» подняли вопрос о целесообразности пребывания Яременко на должности главы комитета. Фракция «Слуга народа» в связи со скандалом подбирает другую кандидатуру на пост председателя Комитета по вопросам внешней политики и межпарламентского сотрудничества.
7 декабря 2020 года включён в список украинских физических лиц, против которых российским правительством введены санкции.